# Linea R7
La linea R7 della Cercanías di Barcellona è una linea di trasporto ferroviario suburbano il cui servizio è espletato da Renfe Operadora sui binari a scartamento iberico di ADIF.
La linea è contrassegnata dal colore viola e venne inaugurata il 16 maggio 2005 nella tratta tra le stazioni di L'Hospitalet de Llobregat e quella di Martorell. La caratteristica della linea era l'impiego della tratta merci tra Cerdanyola del Vallès e El Papiol, per poi ricongiungersi con la linea di Villafranca fino a Martorell. Nel 2011 la linea venne suddivisa in due, l'attuale R7 e la linea R8.

## Storia

### Rodalies
Nel 1980 RENFE diede vita alle Cercanías, nel quadro di un piano di miglioramenti per "contrastare la cattiva immagine aziendale" che prevedeva l'istituzione di 162 servizi ferroviari nuovi e il potenziamento di altri esistenti, avendo come obiettivo la modernizzazione della rete. Nel 1984 l'azienda si costituì in unità commerciale come Cercanías Renfe, poi Rodalies Renfe della Catalogna e nel 1985 si riorganizzò ancora utilizzando anche un nuovo logo per il servizio suburbano.
Inizialmente Renfe Operadora numerava queste linee usando la C di Cercanías, in questo caso C7. Per un certo periodo la vecchia numerazione fu usata contemporaneamente con la nuova, caratterizzata dalla lettera R di Rodalies fino al passaggio definitivo delle "Rodalies Barcelona" sotto il controllo della Generalitat de Catalunya, entrato in vigore il 1º gennaio 2010; da allora viene utilizzata esclusivamente la lettera "R" come distintivo unico delle linee del servizio.

### La linea
Nel 1982 divenne operativa una nuova linea periferica tra El Papiol e Mollet del Vallès, dedicata al solo trasporto merci e concepita in modo da far circolare i treni al di fuori del centro di Barcellona. Fin dall'inizio furono realizzate anche tutte le stazioni attuali, che furono aperte al servizio passeggeri solo nel 1995, quando con la realizzazione della nuova fermata di Cerdanyola-Universitat fu istituito anche un treno-navetta tra Barcellona e la sede dell'Università autonoma.
La linea R7 vera e propria venne inaugurata il 16 maggio 2005 ma il servizio regolare iniziò il 23 maggio successivo; il tracciato originale era più lungo dell'attuale, dato che si sviluppava tra l'Hospitalet de Llobregat, Barcellona, Cerdanyola del Vallès e Martorell.
Il 26 giugno 2011, in seguito a una ristrutturazione delle linee delle Rodalies, il percorso venne limitato alla tratta Barcellona Sant Andreu Arenal - Cerdanyola Universitat, dove si concentra il traffico passeggeri, mentre il resto della linea verso nord fu scorporato per dare vita alla nuova linea R8 (Martorell - Granollers Centro via Cerdanyola Universitat).

## Caratteristiche
La linea trasporta 1,9 milioni di passeggeri su base annuale; nei giorni feriali la media è di 8 140 viaggiatori su 67 corse giornaliere.
La linea è lunga 13,5 km e serve sette stazioni con un tempo di percorrenza complessivo di 19 minuti e presenta interscambi con le altre linee delle Rodalie R3, R4, R8 e R12 nonché con alcune linee della metropolitana di Barcellona. Le due stazioni capolinea sono quelle di Barcellona-Sant Andreu Arenal a sud e di Cerdanyola Universitat a nord.
Il servizio si appoggia alle tratte delle seguenti linee ferroviarie:
- linea Castellbisbal/El Papiol-Mollet per il segmento tra Castellbisbal e Cerdanyola Universitat
- linea Barcellona-Lleida-Saragozza per il segmento tra Cerdanyola del Vallès e Barcellona.

## Percorso
| Cerdanyola Universitat < > Sant Andreu Arenal |  |  |                               |
|                                               |  |  | Cerdanyola Universitat        |
|                                               |  |  | Cerdanyola del Vallès         |
|                                               |  |  | Montcada i Reixac Santa Maria |
|                                               |  |  | Montcada i Reixac-Manresa     |
|                                               |  |  | Montcada Bifurcació           |
|                                               |  |  | Barcelona-Torre Baró          |
|                                               |  |  | Barcelona-Sant Andreu Arenal  |